# Hirondelle chalybée
Progne chalybea
Espèce
Statut de conservation UICN

 LC  : Préoccupation mineure
Synonymes
- Hirundo chalybea (Protonyme)

L'Hirondelle chalybée (Progne chalybea) est une espèce de passereau de la famille des Hirundinidae.

## Répartition
Son aire de répartition s'étend du Mexique au centre de l'Argentine, à l'exception des Antilles et du Chili. Elle est rare au Texas.

## Liste des sous-espèces
Cet oiseau est représenté par trois sous-espèces :
- Progne chalybea chalybea (Gmelin, 1789) ;
- Progne chalybea macrorhamphus Brooke, 1974 (y compris Progne chalybea domestica Vieillot, 1817) ;
- Progne chalybea warneri A.R. Phillips, 1986.